# Carlos Saucedo
Carlos Enrique Saucedo Urgel, plus connu sous le nom de Carlos Saucedo, est un footballeur international bolivien, né le 11 septembre 1979 à Santa Cruz de la Sierra. 
Surnommé « El Caballo » (le cheval), cet attaquant joue actuellement au Royal Pari FC en Bolivie.

## Statistiques

### Buts internationaux
| #  | Date       | Lieu                    | Adversaire | But | Résultat | Compétition                |
| -- | ---------- | ----------------------- | ---------- | --- | -------- | -------------------------- |
| 1. | 16-10-2012 | La Paz                  | Uruguay    | 1-0 | 4-1      | Éliminatoires Mondial 2014 |
| 2. | 16-10-2012 | La Paz                  | Uruguay    | 3-0 | 4-1      | Éliminatoires Mondial 2014 |
| 3. | 16-10-2012 | La Paz                  | Uruguay    | 4-0 | 4-1      | Éliminatoires Mondial 2014 |
| 4. | 15-11-2012 | Santa Cruz de la Sierra | Costa Rica | 1-1 | 1-1      | Amical                     |
| 5. | 07-02-2013 | Santa Cruz de la Sierra | Haïti      | 1-1 | 1-1      | Amical                     |

## Palmarès
- Champion d'Équateur en 2008 avec le Deportivo Quito